# Viktor Thorn
Viktor Thorn, född 11 maj 1996, är en svensk längdskidåkare som debuterade i världscupen den 31 december 2016 i Val Müstair, Schweiz. Han slutade sjua i U23-världscupen säsongen 2016/2017. Den 6 april 2021 meddelade han att han avslutar karriären. Han är sambo med Linnea Larsson.